# Umberto Tramma
Umberto Tramma (* 24. November 1931 in Neapel, Italien; † 1. November 2000 in Rom) war ein Kurienbischof der römisch-katholischen Kirche.

## Leben
Umberto Tramma empfing am 27. Mai 1954 das Sakrament der Priesterweihe für das Erzbistum Neapel. Er wurde im Fach Kirchenrecht promoviert. Anschließend lehrte Tramma am Priesterseminar in Neapel. Zudem war er als Pfarrer der Basilika San Giorgio Maggiore in Neapel tätig. 
Am 23. Juni 1990 ernannte ihn Papst Johannes Paul II. zum Bischof von Nola. Der Erzbischof von Neapel, Michele Kardinal Giordano, spendete ihm am 9. September desselben Jahres die Bischofsweihe; Mitkonsekratoren waren der Erzbischof von Capua, Luigi Diligenza, und der Bischof von Ischia, Antonio Pagano. Am 20. März 1999 wurde er zusätzlich zum Mitglied der Kongregation für den Klerus berufen.
Johannes Paul II. bestellte ihn am 25. März 1999 zum Offizial des Päpstlichen Rates für die Gesetzestexte. Während der päpstlichen Messe zu Allerheiligen des Folgejahres, an der er teilnahm, erkrankte Tramma und wurde ins Krankenhaus Santo Spirito in Rom gebracht, wo er noch am selben Tag starb.